# 리하르트 슈메흘리크
리하르트 슈메흘리크(체코어: Richard Šmehlík, 1970년 1월 23일~)는 체코의 은퇴한 아이스하키 선수이다. 현역 시절 포지션은 수비수으로 TJ 비트코비체에서 프로 경력을 시직했다. 이후 내셔널 하키 리그(NHL)의 버펄로 세이버스, 애틀랜타 스래셔스, 뉴저지 데블스 소속으로 활약하여 정규 경기 644경기 출전했으며, 2003년에는 뉴저지 데블스 소속으로 스탠리 컵 우승을 차지했다.
체코슬로바키아 대표팀과 체코 대표팀 소속으로 국제 대회에 참가하였으며, 체코슬로바키아 국가대표 시절에 1992년 동계 올림픽에서 동메달을 획득했다. 이후 체코 국가대표로 뛰면서 1998년 동계 올림픽에서 금메달을 획득했다.